# Атлантическая хартия
Атлантическая хартия — один из основных программных документов антигитлеровской коалиции. Обсуждалась и была принята на Атлантической конференции «Riviera» британским премьером У. Черчиллем и Президентом США Ф. Д. Рузвельтом, на военно-морской базе Арджентия на Ньюфаундленде, о чём было заявлено 14 августа 1941 года. Позже, 24 сентября 1941 года, к хартии присоединились СССР и другие страны.
Атлантическая хартия была призвана определить устройство мира после победы союзников во Второй мировой войне, несмотря на то, что Соединённые Штаты в войну ещё не вступили. Послужила основой создания Организации Объединённых Наций, а также основой будущего политического и экономического миропорядка в целом.
10 июня 2021 года во время двусторонней встречи в городе Сент-Айвс президент США Джозеф Байден и премьер-министр Великобритании Борис Джонсон подписали новую Атлантическую хартию, созданную по образцу одноименного соглашения 1941 года, которое определяет основные направления сотрудничества двух стран.

## Структура документа
Документ включал следующие пункты:
1. Отказ от территориальных и иных требований;
2. Отказ двух держав поддержать территориальные изменения, которые не находятся в «согласии со свободно выраженным желанием заинтересованных народов»;
3. Право наций на выбор своей формы правления, восстановление «суверенных прав и самоуправления тех народов, которые были лишены этого насильственным путём»;
4. Свободный доступ всех стран, великих или малых, к мировой торговле и сырьевым ресурсам, необходимым для экономического процветания государств;
5. Глобальное экономическое сотрудничество и повышение благосостояния. Оба государственных деятеля декларировали своё желание осуществить полное сотрудничество между всеми странами в экономической области с целью обеспечения для всех более высокого уровня жизни, экономического развития и социального обеспечения (цель создаваемой новой мировой организации, которой впоследствии стала ООН);
6. Свобода от нужды и страха.  «После окончательного уничтожения нацистской тирании», гласил пункт шестой, президент США и премьер-министр Соединённого Королевства «надеются на установление мира, который даст всем странам возможность жить в безопасности на своей территории, а также обеспечить такое положение, при котором все люди во всех странах смогут жить, не зная ни страха, ни нужды»;
7. Свобода морей. Такой мир может предоставить всем народам возможность свободно, без всяких препятствий плавать по морям и океанам;
8. Разоружение государств-агрессоров, общее разоружение после войны. «Они (президент США и премьер-министр Соединённого Королевства) считают, что все государства мира должны по соображениям реалистического и духовного порядка отказаться от применения силы, поскольку никакой будущий мир не может быть сохранен, если государства, которые угрожают или могут угрожать агрессией за пределами своих границ, будут продолжать пользоваться сухопутными, морскими и воздушными вооружениями. Черчилль и Рузвельт считают, что впредь до установления более широкой и надежной системы всеобщей безопасности такие страны должны быть разоружены.»

Пятый пункт был принят по предложению Джона Гилберта Уайнанта, который, хоть и не участвовал в самой конференции, предложил этот пункт Черчиллю и Рузвельту ещё в Лондоне.
На следующем совещании в Лондоне 24 сентября 1941 согласие с принципами хартии выразили представители правительств Бельгии (в эмиграции), Чехословакии (в эмиграции), Греции, Люксембурга (в эмиграции), Нидерландов (в эмиграции), Норвегии (в эмиграции), Польши (в эмиграции), и Югославии, а также «Свободной Франции» Шарля де Голля.

### Присоединение СССР
Советский Союз также присоединился к хартии, но при этом с рядом оговорок. Была создана комиссия под руководством Ивана Майского, посла СССР в Англии, которая обнародовала отдельную декларацию. Сам посол эту хартию не подписывал. Первой оговоркой было то, что СССР сам будет определять цели и характер будущей войны, что позволило это трактовать как угодно. Второй оговоркой являлось требование СССР учитывать обстоятельства, исторические особенности и нужды государств. Этими и рядом других оговорок СССР устанавливал свой суверенитет в принятии решений, а не полностью присоединялся к западному видению будущего миропорядка. Также Москва настаивала на распространении третьего пункта (о восстановлении суверенитета) и на колониальные страны, считая сохранение колоний несправедливостью, что поддерживали и США, решившие разрушить Британскую колониальную империю.

## Страны-подписанты

### Страны-разработчики документа, подписавшие его 14 августа 1941
- США (президент Франклин Делано Рузвельт)
- Британская империя (премьер-министр Уинстон Черчилль, уполномоченный от короля Георга VI)

### Страны, присоединившиеся к документу 24 сентября 1941
- СССР (чрезвычайный и полномочный посол в Великобритании И. М. Майский, уполномоченный от советского правительства)
- Польша (представитель правительства Польши в изгнании во главе с Владиславом Сикорским)
- Сражающаяся Франция во главе с Шарлем де Голлем
- Бельгия (в изгнании)
- Чехословакия (в изгнании)
- Королевство Греция (в изгнании)
- Люксембург (в изгнании)
- Нидерланды (в изгнании)
- Норвегия (в изгнании)
- Королевство Югославия (в изгнании)